# 316 a.C.

## Eventos
- 116a olimpíada: Demóstenes da Lacônia, vencedor do estádio.[1][2]
- Demóclides, arconte de Atenas.[2]
- Fundação da cidade de Salonica por Cassandro.
- Continua a Segunda Guerra Samnita.
- Espúrio Náucio Rutilo e Marco Popílio Lenas, cônsules romanos.
- Lúcio Emílio Mamercino Privernato foi nomeado ditador em Roma pela segunda vez e escolhe Lúcio Fúlvio Curvo como seu mestre da cavalaria.